# 충청남도 백제문화단지관리사업소
충청남도 백제문화단지관리사업소(忠淸南道 百濟文化團地管理事業所, Baekje Cultrual Land)는 충청남도 백제문화단지 관리 사무를 관장하기 위하여 충청남도청 산하에 설치된 사업소이다.
사업소장은 지방서기관이나 지방기술서기관으로 보한다.

## 연혁
- 1995년: 백제문화권개발사업소 설치
- 2006년: 백제문화역사관 개관
- 2010년: 백제문화단지 준공
- 2015년: 백제문화단지 관광단지 지정

## 조직
소장
- 관리과
- 시설과